# 苑裡鎮

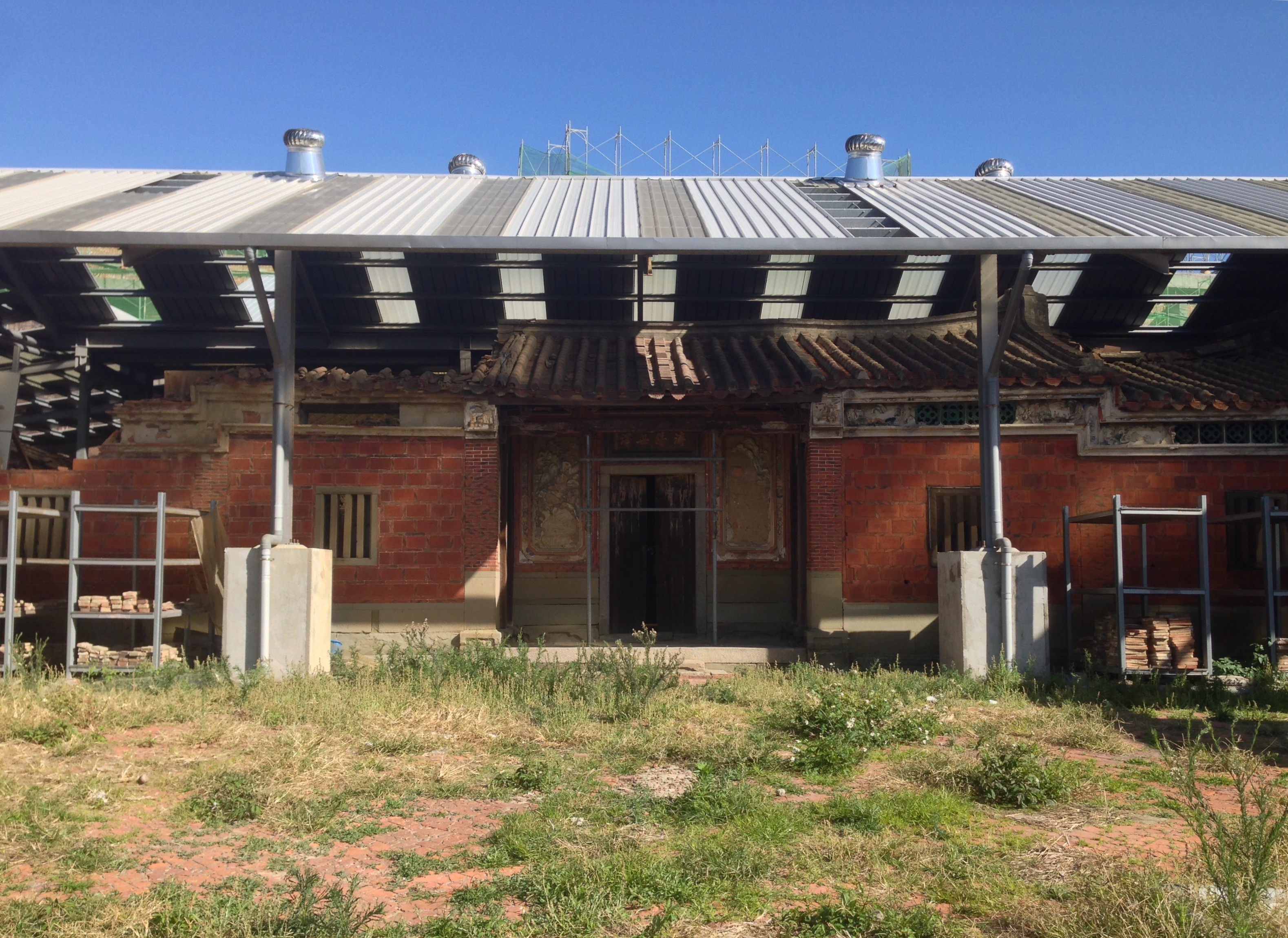
山脚蔡氏古厝（済陽堂）

苑裡鎮（ユエンリー/えんり-ちん）は、台湾苗栗県の鎮。

## 地理
苑裡鎮は苗栗県の西南に位置し、東は火炎山、西は台湾海峡に接している。地域は苑裡平原が大部分を示す平地となっており、東、北両側は苗栗丘陵に接している。

## 歴史
文献資料によれば、苗栗県は明末清初に漢人による経済活動が既に行われていた。鄭成功統治時代には北路天興県に帰属していた記録があるが、当時は原住民が経済活動が主体であり、名目的な統治機構と考えられている。康熙年間（1662年 - 1722年）になると既に沿海地区は清朝の海禁令の制限下で福建省からの入植者による開発が進められていたが、雍正年間（1723年 - 1735年）になると台湾の広東籍入植者が朱一貴による反乱の鎮圧に功績があったことから広東籍の人々に対しても移住が開放され、以降広東籍の入植者が飛躍的に増大した。乾隆年間﹝1736年 - 1795年）になると大量の移民が大陸から流入し、客家人を中心に開発が積極的に進められた。その後日本統治時代を経て1950年の地方行政区改革により苑裡郷が設置され現在に至っている。

## 行政区
| 里 |
| --- |
| 山柑里、水坡里、西平里、房裡里、苑南里、海岸里、旧社里、山脚里、田心里、西勢里、苑北里、苑港里、福田里、上館里、玉田里、社苓里、苑坑里、南勢里、新復里、中正里、石鎮里、客庄里、苑東里、泰田里、蕉埔里 |

## 歴代鎮長
| 代 | 氏名 | 任期 |
| -- | ---- | ---- |

## 教育

### 高級中学
- 国立苑裡高級中学
- 苗栗県立苑裡高級中学

## 交通
| 種別     | 路線名称           | その他       |
| -------- | ------------------ | ------------ |
| 鉄道     | 海岸線             | 苑裡駅       |
| 高速道路 | フォルモサ高速道路 | 苑裡IC       |
| 省道     | 台1線              |              |
| 省道     | 台61線             | 西浜快速公路 |

## 観光

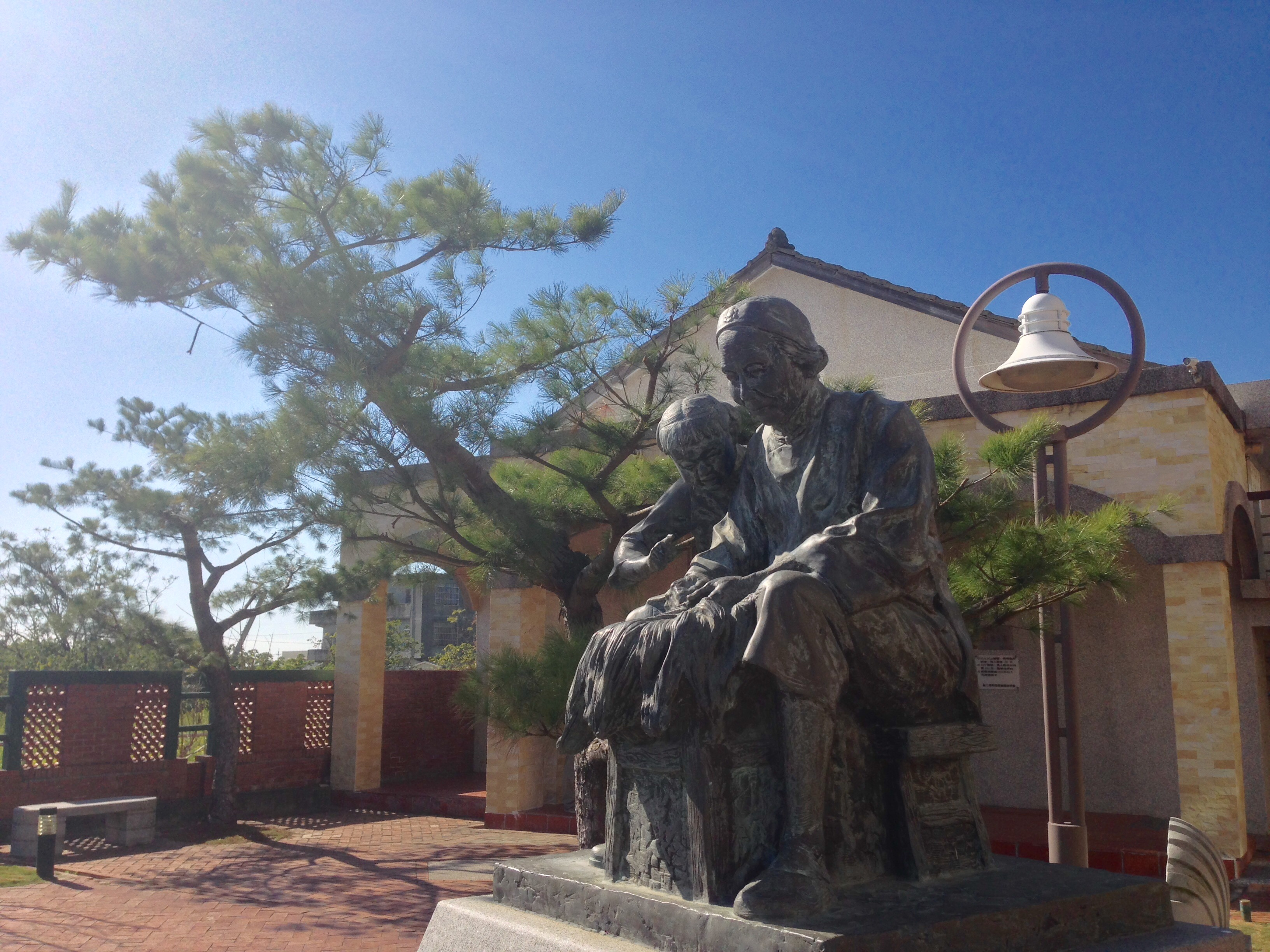
藺草文化館

- 房裡城
- 房裡蔡泉盛号
- 華陶窯
- 慈和宮
- 苑裡天主堂
- 苑裡老街
- 火炎山
- 藺草文化館（中国語版）